# 1. лака дивизија (Немачка)
Немачка 1. лака бригада је била механизована војна јединица формирана октобра 1937. године по узору на француску Division Légère Mécanique. Били су јој намењени задаци армијског извиђања и обезбеђења, операције које је традиционално изводила коњица. У њеном саставу налазиле су се механизоване извиђачке јединице, моторизована пешадија и један батаљон тенкова. До 1938. она је достигла дивизијску формацију и преименована је у 1. лаку дивизију (често се користе називи Лака механизована или Лака оклопна дивизија како би се разликовала од лаких пехадијских дивизија). Дивизија се борила током инвазије на Пољску 1939. године. Реорганизована је и преименована у 6. Оклопну дивизију октобра 1939. године.
Као 6. оклопна дивизија учествовала је 1940. у бици за Француску а потом је пребачена на исток ради одмора. Јуна 1941. учествовала је у операцији Барбароса борећи се у саставу Групе армија Север да би убрзо била стављена под команду Групе армија „Центар” у чијем саставу учествује у бици за Москву. До маја 1942. претрпела је тако тешке губитке да је пребачена у Француску ради попуне и опоравка.До краја године враћена је на Источни фронт где је учествовала у неуспелом покушају деблокаде 6. армије код Стаљинграда. Потом се борила у бици за Краков и Курској бици као и у одбрамбреним борбама у Белорусији и Украјини. Почетком 1945. учествује у борбама код Будимпеште (Мађарска). Потом се повукла у Аустрију где се предала совјетској армији на крају рата.